# Can't Be Tamed
Can't Be Tamed är den amerikanska sångerskan Miley Cyrus tredje studioalbum. Albumet släpptes den 21 juni 2010 i USA och den 23 juni i Sverige. Albumet släpptes även i en Deluxe utgåva som innehåller en bonus CD med liveframträdanden från Mileys Wonder World Tour konsert i O2-arenan i London, samt backstageintervjuer också. 
Första singeln, "Can't Be Tamed", släpptes den 18 maj 2010. Musikvideon till låten hade premiär på den amerikanska tv-kanalen E! News den 4 maj 2010. Albumets nästa singel är "Who Owns My Heart".
Can't Be Tamed är förmodligen det sista albumet som Miley släpper på ett tag. Hon har berättat att det är dags för en paus i musiken, men att hon tänker arbeta mer med sitt skådespeleri.

## Text och musik
Musikaliskt så varierar och innehåller albumet flera dansnummer. "Who Owns My Heart" innehåller till exempel många keyboardriff, något som Ann Donahue från Billboard tror sig påminnas om 1980-talets musik. "Can't Be Tamed" använder en trummaskin i sin instrumentering, när Miley sjunger refrängen. Donahue tillade även att "Two More Lonely People" är i samma stuk. Dessutom så ingår låten "Permanent December" i dansgenren.

## Promotion
För att promota "Can't Be Tamed" så fixade Mileys skivbolag Hollywood Records TV-framträdanden istället för radiospelningar. Strategin var att "dra nytta av stora event, jämfört med en traditionell turné." Miley framförde första singeln från albumet, "Can't Be Tamed" live för första gången den 18 maj 2010 i det amerikanska dansprogrammet Dancing With the Stars. Hon framförde senare titelspåren "Robot" och "My Heart Beats for Love" på Rock in Rio-konserterna i Lissabon, Portugal den 29 maj 2010 och i Madrid, Spanien den 6 juni 2010.

## Singlar
- "Can't Be Tamed" släpptes som albumets första singel den 18 maj 2010. Singeln debuterade som nummer 8 på Billboard Hot 100, nummer 6 på Canadian Hot 100 och nummer 5 på Nya Zeelands singellista. Låtens musikvideo hade sin premiär på E! News den 4 maj 2010 och regisserades av Robert Hales. I videon så följer vi Cyrus och ett par backupdansare klädda i fågelliknande kläder när de flyr från en bur och förstör ett museum.
- "Who Owns My Heart" är albumets andra singel. Miley började filma musikvideon den 7 augusti 2010 i Detroit, Michigan och den regisserades av Robert Hales.

## Låtlista
| Nr  | Titel                                   | Kompositör                                                                                    | Producent(er)          | Längd |
| --- | --------------------------------------- | --------------------------------------------------------------------------------------------- | ---------------------- | ----- |
| 1.  | Liberty Walk                            | Miley Cyrus, Antonina Armato, Tim James, Nicholas J. Scapa, John Read Fasse, Michael McGinnis | Rock Mafia             | 4:06  |
| 2.  | Who Owns My Heart                       | Cyrus, Armato, James, Devrim Karaoglu                                                         | Rock Mafia             | 3:34  |
| 3.  | Can't Be Tamed                          | Cyrus, Armato, James, Marek Pompetzki, Paul Neumann                                           | Rock Mafia             | 2:48  |
| 4.  | Every Rose Has Its Thorn (Poison cover) | Bret Michaels, Rikki Rockett, Bobby Dall, C.C. DeVille                                        | Rock Mafia             | 3:50  |
| 5.  | Two More Lonely People                  | Cyrus, Kevin Kadish, Brandon Jane, Angie Aparo, Armato                                        | Rock Mafia             | 3:11  |
| 6.  | Forgiveness and Love                    | Cyrus, Armato, James, Adam Schmalholz                                                         | Rock Mafia             | 3:27  |
| 7.  | Permanent December                      | John Shanks, Claude Kelly, Cyrus                                                              | Shanks                 | 3:35  |
| 8.  | Stay                                    | Shanks, Cyrus                                                                                 | Shanks                 | 4:22  |
| 9.  | Scars                                   | Shanks, Cyrus                                                                                 | Shanks                 | 3:43  |
| 10. | Take Me Along                           | Shanks, Cyrus                                                                                 | Shanks                 | 4:08  |
| 11. | Robot                                   | Shanks, Cyrus                                                                                 | Shanks, Nataly Cholula | 3:44  |
| 12. | My Heart Beats for Love                 | Shanks, Hillary Lindsey, Gordie Sampson, Cyrus                                                | Shanks                 | 3:42  |

| 13. | Can't Be Tamed (RockAngeles Remix featuring Lil Jon) | 4:01 |

| 13. | Can't Be Tamed (International Enhancement) |  |

| 1.  | Hello London/Wanna Hear My Fingers Crack? |  |
| 2.  | Breakout (live)                           |  |
| 3.  | Start All Over (live)                     |  |
| 4.  | 7 Things (live)                           |  |
| 5.  | Kicking and Screaming (live)              |  |
| 6.  | It's More About the Music Here            |  |
| 7.  | Bottom of the Ocean (live)                |  |
| 8.  | You Have to Buy It                        |  |
| 9.  | Fly on the Wall (live)                    |  |
| 10. | Let's Get Crazy (live)                    |  |
| 11. | Hoedown Throwdown (live)                  |  |
| 12. | Not Sure if the Queen Jams Out            |  |
| 13. | These Four Walls (live)                   |  |
| 14. | I Don't Do Hats                           |  |
| 15. | When I Look at You (live)                 |  |
| 16. | Obsessed (live)                           |  |
| 17. | The Show Can't Go On/Back Stage at the O2 |  |
| 18. | Spotlight (live)                          |  |
| 19. | G.N.O. (Girl's Night Out) (live)          |  |
| 20. | I Love Rock 'n' Roll (live)               |  |
| 21. | Party in the U.S.A. (live)                |  |
| 22. | Hovering (featuring Trace Cyrus; live)    |  |
| 23. | This Is How We Roll                       |  |
| 24. | Simple Song (live)                        |  |
| 25. | See You Again (live)                      |  |
| 26. | The Climb (live)                          |  |
| 27. | End Credits                               |  |

## Albumlistor
| Lista (2010)                    | Topplacering |
| ------------------------------- | ------------ |
| Australienska Albumlistan       | 4            |
| Österrikiska Albumlistan        | 2            |
| Belgiska Albumlistan (Flanders) | 8            |
| Belgiska Albumlistan (Wallonia) | 7            |
| Kanadensiska Albumlistan        | 2            |
| Tjeckiska Albumlistan           | 17           |
| Danska Albumlistan              | 25           |
| Holländska Albumlistan          | 31           |
| Europa Top 100 Albumlistan      | 2            |
| Finländska Albumlistan          | 41           |
| Franska Albumlistan             | 13           |
| Tyska Albumlistan               | 4            |
| Grekiska Albumlistan            | 3            |
| Ungerska Albumlistan            | 29           |
| Irländska Albumlistan           | 5            |
| Italienska Albumlistan          | 4            |
| Mexikanska Albumlistan          | 10           |
| Nya Zeelands Albumlista         | 2            |
| Norska VG-lista                 | 8            |
| Polska Albumlistan              | 13           |
| Portugisiska Albumlistan        | 1            |
| Spanska Albumlistan             | 1            |
| Slovenska Albumlistan           | 2            |
| Sverigetopplistan               | 21           |
| Schweiziska Albumlistan         | 3            |
| UK Albums Chart                 | 8            |
| USA Billboard 200               | 3            |

## Utgivningshistorik
| Region   | Datum        |
| -------- | ------------ |
| Tyskland | 18 juni 2010 |
| USA      | 21 juni 2010 |
| Sverige  | 23 juni 2010 |

### Fotnoter
1. ↑  ”CD Can't Be Tamed - Submarino.com.br”. submarino.com.br. Arkiverad från originalet den 21 juli 2010. https://web.archive.org/web/20100721112620/http://www.submarino.com.br/produto/2/21850712/cd+can%C2%B4t+be+tamed. Läst 15 november 2010.